# Commission for Relief in Belgium

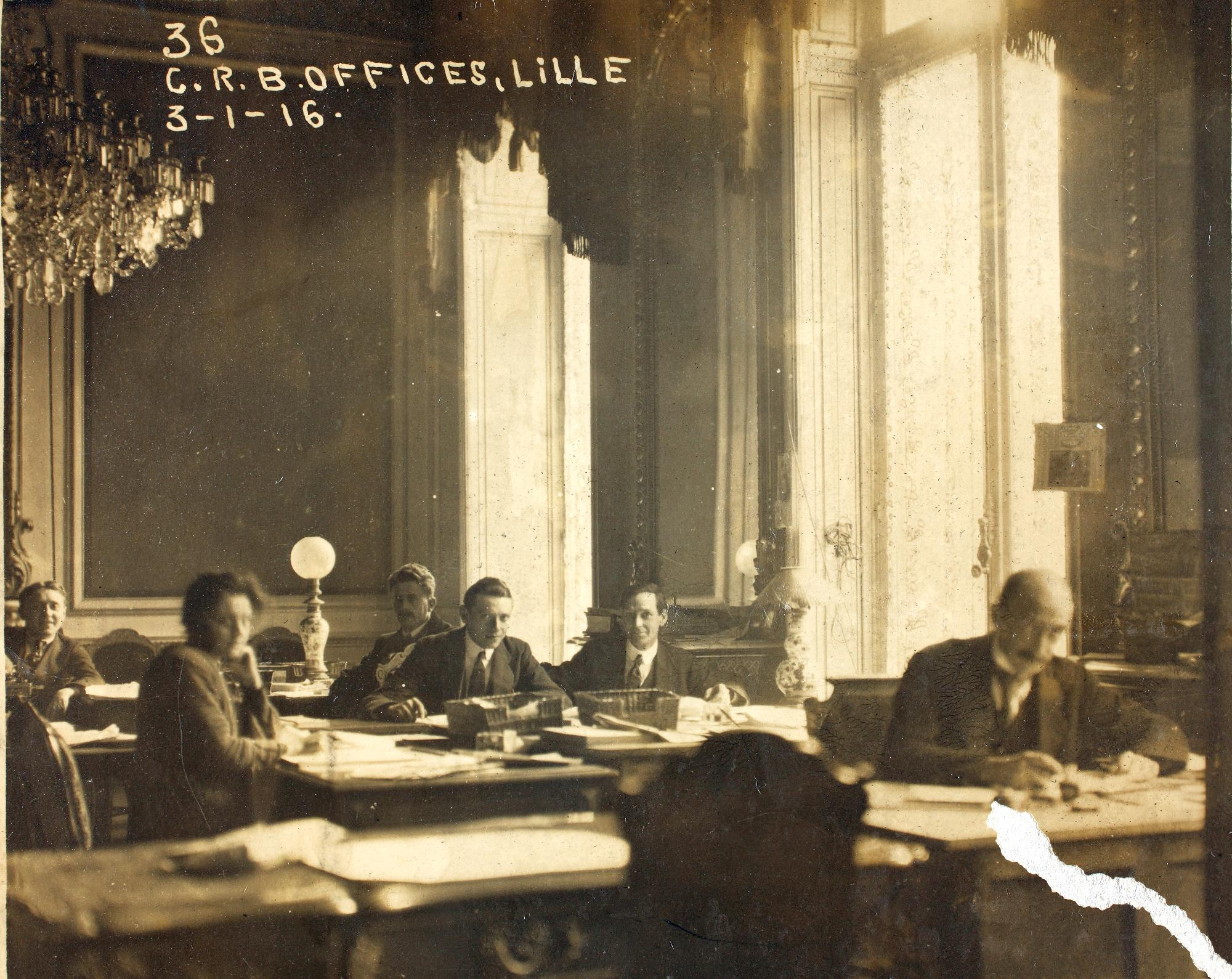
De Commission for Relief in Belgium bijeen in Rijsel (3 januari 1916)

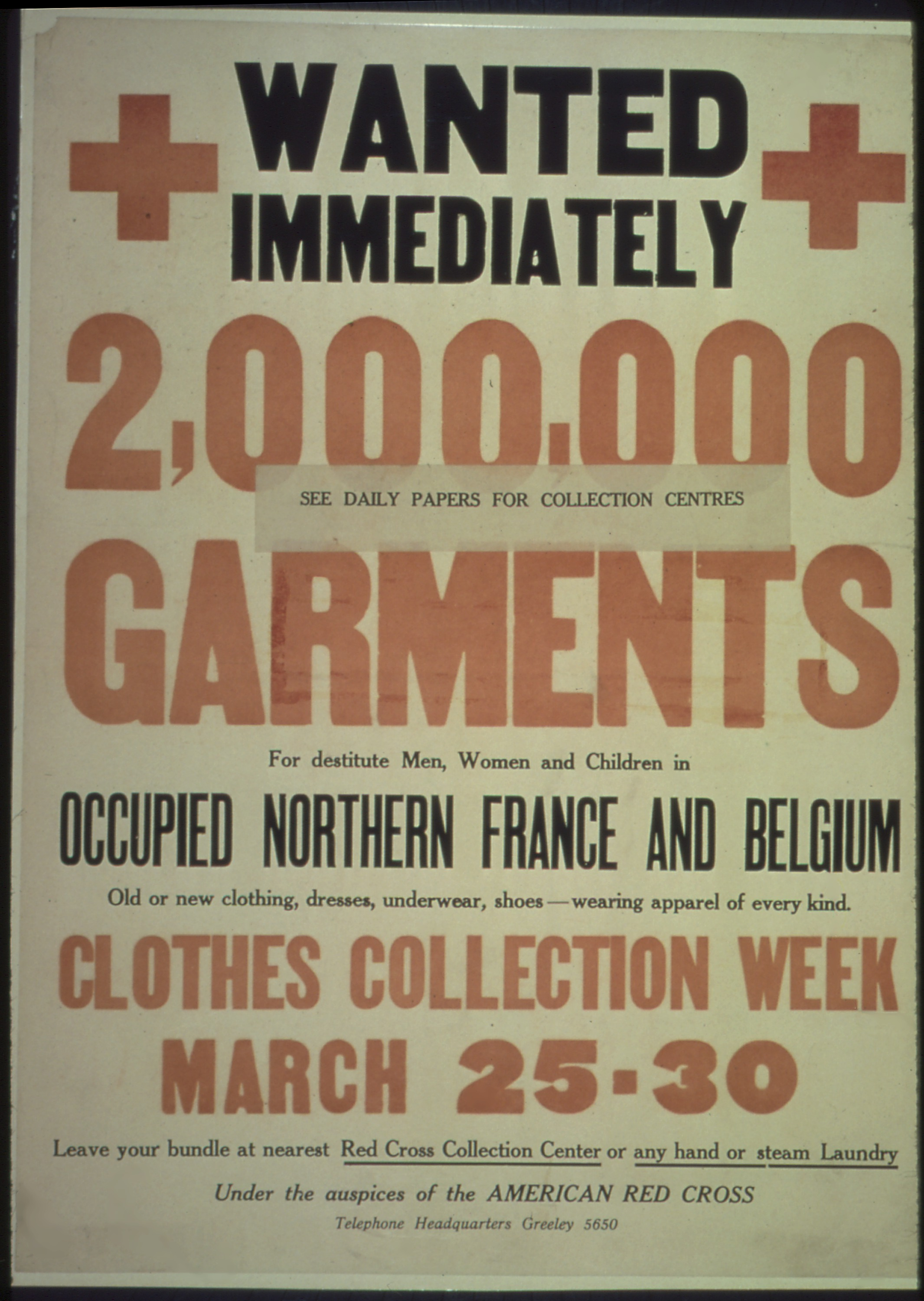
Poster

De Commission for Relief in Belgium (CRB) was een (voornamelijk Amerikaanse) internationale organisatie bevoegd voor voedselvoorziening in België en in Noord-Frankrijk tijdens de Duitse bezettingen gedurende de Eerste Wereldoorlog. Herbert Hoover, die later president van de Verenigde Staten zou worden, was een toonaangevend persoon in de organisatie.

## Geschiedenis

### Oorsprong
Toen de Eerste Wereldoorlog uitbrak, was Herbert Hoover een mijningenieur, wonende te Londen. Zodra de gevechten uitbraken werd Herbert Hoover aangesproken door tienduizenden Amerikaanse toeristen die een weg probeerden te vinden terug naar hun eigen land. Hun effecten en reischeques werden niet meer erkend en weinigen onder hen hadden de middelen om de boottrip terug naar Amerika te betalen - als er al een boot vertrok. Hoover zette toen een Amerikaanse commissie op poten om de Amerikanen te kunnen repatriëren door leningen te verstrekken en cheques te verzilveren waar nodig. In oktober 1914, had de commissie er al voor gezorgd dat 120.000 Amerikanen terug naar huis konden. Er werd anderhalf miljoen dollar voorgeschoten door de commissie, op 300 dollar na werd alles terugbetaald. Hoover heeft, dankzij zijn initiatief en organisatietalent, de aandacht kunnen trekken van de Amerikaanse Ambassadeur Walter Hines Page en andere vooraanstaande figuren in Londen. Tegen het einde van oktober deden ze beroep op Hoovers organisatietalent om een veel groter probleem op te lossen.
Na de inval van de Duitsers in 1914, werd België getroffen door een groot voedseltekort. Het kleine grondgebied, dat in die tijd al deel uitmaakte van de meest verstedelijkte landen van Europa, kon met haar voedselproductie maar aan 20% van haar behoeften voldoen, het was voor 80% afhankelijk van voedselimport. Door de oorlog viel de import van voedsel stil. Bovendien eisten de Duitsers de “Belgische 20%” op, om hun leger te kunnen voorzien van eten. De Belgische bevolking werd zo twee keer getroffen: ze werden bezet door de Duitsers én werden geconfronteerd met hongersnood.
Millard Shaler, een Amerikaanse emigrant en mijningenieur, besefte al snel dat men niet gewoon voedsel kon aankopen en laten importeren. Groot-Brittannië zette niet enkel een economische blokkade op Duitsland, maar ook op alle bezette landen. Ze was er zich van bewust dat het voedsel, geïmporteerd door Shaler, meteen in handen zou vallen van de Duitsers.
Zoekend naar de beste oplossing, contacteerde Shaler ambassadeur Page, die nam dan op zijn beurt persoonlijk contact opnam met Herbert Hoover.

### Operatie in werking
Men zette een immense humanitaire hulporganisatie op – ze hadden een eigen vlag, marine, fabrieken en spoorlijnen – die de "Commission for Relief of Belgium" werd gedoopt. De rol van de Commission, met een maandelijks budget van 12 miljoen dollar dankzij individuele donaties en subsidies van de staat, was om het voedsel en andere essentiële goederen te verzamelen in het buitenland, om ze daarna op te sturen naar België waar de kern van de CRB verantwoordelijk was voor de distributie ervan door leden van het Nationaal Hulp- en Voedselcomité, een Belgische organisatie opgericht door Émile Francqui, de Brusselse burgemeester Adolphe Max, Ernest Solvay, Emmanuel Jansen en Édouard Bunge. Het toezicht door de CRB was noodzakelijk daar de medewerkers van het Nationaal Comité geen burgers waren van een neutraal land waardoor ze genoodzaakt waren te gehoorzamen aan de Duitsers, dit in tegenstelling tot de mensen van de Commission for Relief in Belgium. Voedingsmiddelen in België, geïmporteerd door de CRB, bleven eigendom van de Amerikaanse ambassadeur in België, Brand Whitlock, tot aan de herverdeling aan het Belgische volk. Overigens waren er tussen de CRB en het Belgische Comité herhaaldelijk strubbelingen over de controle op de voedseldistributie.:p. 74

### Hindernissen en belemmeringen
Ondanks de inspanningen van Hoover en zijn medewerkers was het niet gemakkelijk om de CRB draaiende te houden. De Duitsers verachtten de aanwezigheid van internationale hulpverleners in het land. Bovendien vonden ze dat de Britse blokkade de reden was waarom er internationale hulp nodig was voor de Belgische bevolking. Verschillende vooraanstaande politieke Britten zoals Lord Kitchener en Winston Churchill vonden op hun beurt dat het aan de Duitsers was om hun verantwoordelijkheid op te nemen wat betreft de ondervoeding in de bezette landen, zo niet, moesten ze de opstanden van de lokale bevolking door ondervoeding maar ondergaan. Bovendien waren de Britten van mening dat al die internationale hulpverlening de Duitsers ten goede kwam en hen hielp om de oorlog langer aan te houden. Meermaals hebben de Duitsers en de Britten geprobeerd een einde te maken aan de internationale hulp. De oorlogsjaren werden gekenmerkt door incidenten waarbij Duitse onderzeeërs schepen van hulpverleners deden zinken, vooral op momenten dat de spanningen tussen Duitsland en de V.S. het hoogst waren. Tegen het einde van de oorlog had de Commission ongeveer 5,2 miljoen ton voeding gekocht en opgestuurd naar 9,5 miljoen burgerslachtoffers van de oorlog.
De CRB stuurde verschillende boten volgeladen met voeding naar Belgische havens. Deze schepen voeren onder vrijgeleide termen, verkregen door Herbert Hoover na de onderhandelingen met Britse en Duitse autoriteiten. Ondanks de gigantische vlaggen van de CRB die aan de schepen wapperden, gingen vele schepen verloren. Zo ook in april 1915, toen de Duitse onderzeeër SM UB-4 de Harpalyce deed zinken. Deze kwam net terug van een levering in Rotterdam. Vijftien mensen lieten toen het leven.

### Meelzakken

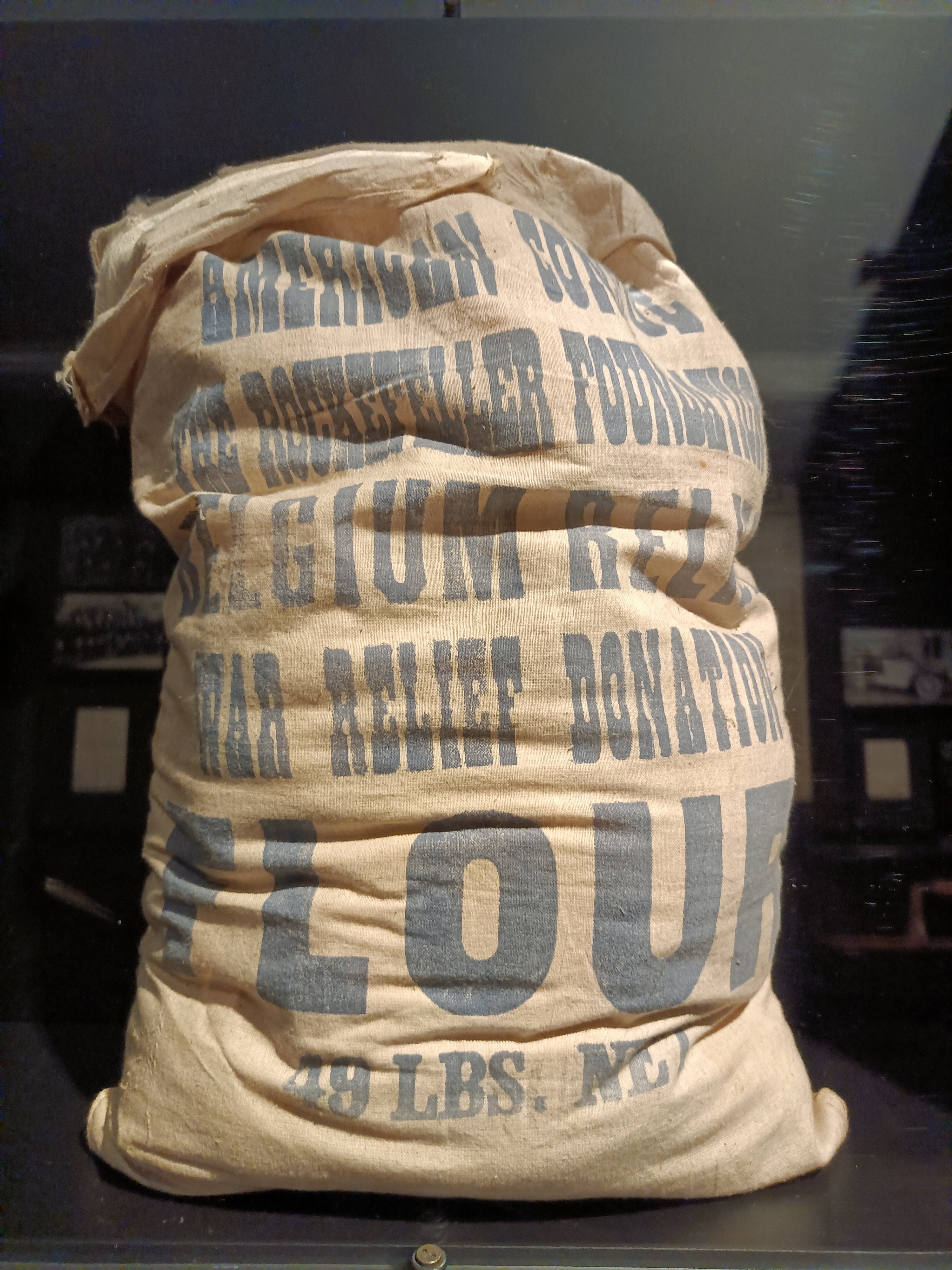
Een meelzak uit de collectie van het Mons Memorial Museum

Tussen 1914 en 1918 leverde de Commission for Relief in Belgium ongeveer 320.000 ton meel aan België. Het meel werd in katoenen zakken gedaan door de Amerikaanse molenaars. De CRB hield de verplaatsing van de zakken naar België nauwlettend in de gaten. Enerzijds aasden Duitse munitiefabrieken op de katoenen zakken en anderzijds vreesde de CRB dat de zakken, eens ze leeg waren, gevuld konden worden met minderwaardig meel om dan verkocht te worden aan de hongerige burgers. De lege zakken werden dus zorgvuldig verzameld en herverdeeld aan scholen voor beroepsonderwijs, naaiateliers, kloosters en kunstenaars. Daar werden ze hervormd tot kleren, accessoires, kussenslopen, tassen en andere nuttige zaken.
Terwijl vele vrouwen besloten om een molen of de merknaam van het meel te naaien op de stof, waren er ook die originelere ontwerpen naaiden, schilderden of tekenden. De ontwerpen waren erg gevarieerd : uitingen van dankbaarheid aan de Amerikanen, versieringen van kant, Belgische en Amerikaanse vlaggen, Belgische leeuwen, Gallische hanen, de Amerikaanse adelaar, symbolen van vrede, kracht en moed, de kleuren van België: zwart, geel, rood, de kleuren van de Verenigde Staten: rood, wit, blauw. De kunstenaars gebruikten de meelzakken als schilderdoek voor hun olieverfschilderijen.
De versierde zakken werden nauwlettend gecontroleerd en gedistribueerd aan bedrijven en organisaties in België, Engeland en de Verenigde Staten om zo geld te kunnen inzamelen voor voedselhulp voor de slachtoffers maar ook voor hulp aan oorlogsgevangenen. Vele zakken werden ook aan de leden van de Commission for Relief gegeven als teken van dank voor alle hulp aan de Belgische bevolking. Herbert Hoover kreeg honderden van deze zakken als geschenk. Het museum van de Herbert Hoover Presidential Library bezit een van de grootste collecties ter wereld van meelzakken uit de Eerste Wereldoorlog.

### Belgian American Educational Foundation
Aan het einde van de oorlog zat er nog 30 miljoen dollar in de kas van de Commission. Hoover twijfelde er nooit aan dat het geld van de CRB volledig toebehoorde aan de Belgische bevolking. Desondanks bleef een vraag terugkeren: hoe verdeelt men dat geld? Met het akkoord van de Belgische overheid, besloot Herbert Hoover het geld toe te wijzen aan de « bevordering van het onderwijs in België onder alle lagen van de bevolking ». Dit besluit leidde er uiteindelijk toe dat er meer dan 100 miljoen Belgische frank werd uitbetaald aan de 4 universiteiten en de technische scholen. Bovendien werd met het geld de Universitaire Stichting en de CRB Educational Foundation in de Verenigde Staten op poten gezet. Later zou de naam veranderen naar Belgian American Educational Foundation (BAEF).
Émile L. Boulpaep, die Léon Fraikin opvolgde als hoofd van de BAEF in 1977 en die tot op heden aan het hoofd staat van de organisatie, vermenigvuldigde het vermogen van de organisatie 8 keer op 20 jaar tijd.